# Dresden Hauptbahnhof

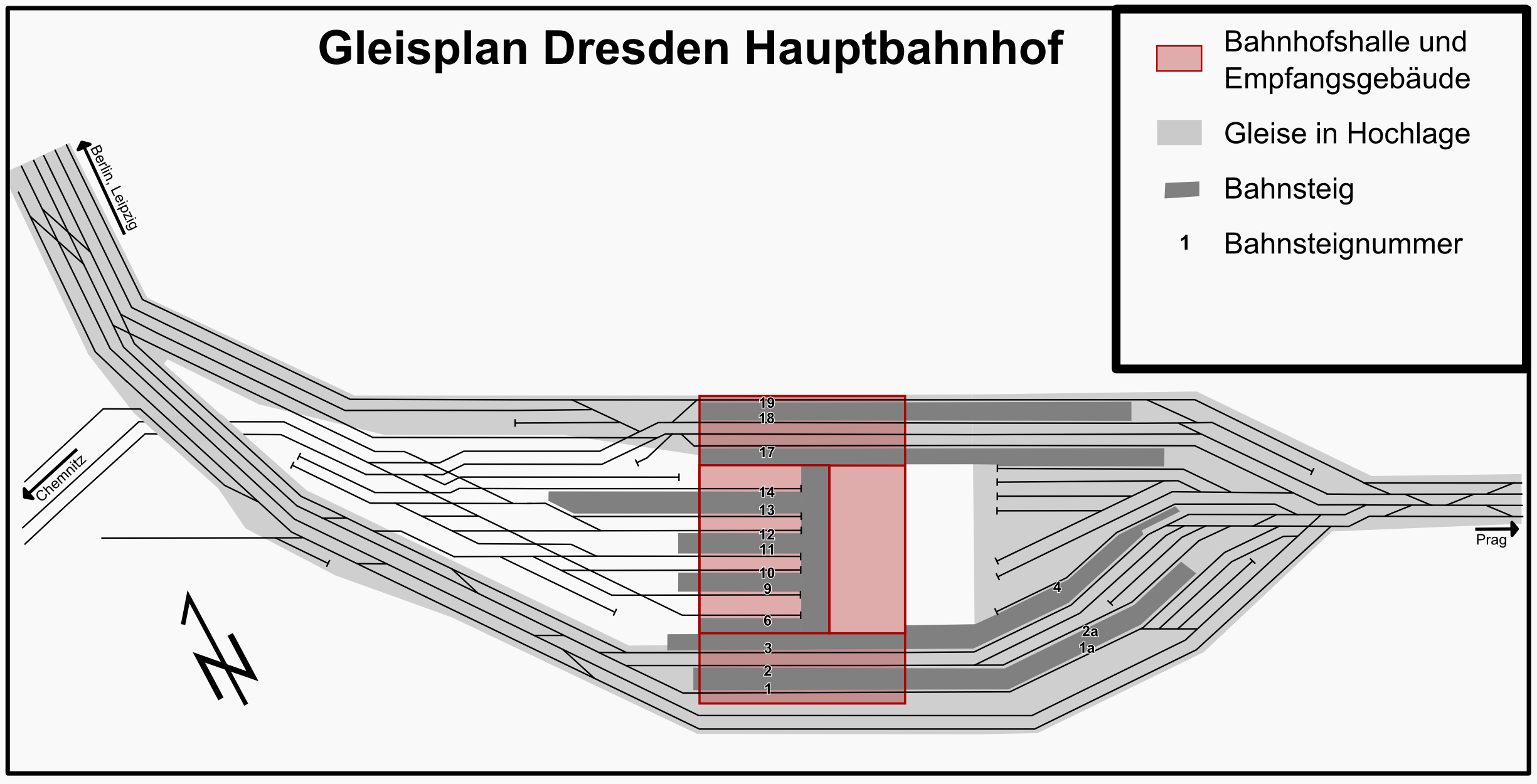

Dresden Hauptbahnhof är centralstationen för Dresden, och en av stadens två huvudstationer. Den andra är Dresden Neustadt. Järnvägsstationen har totalt 16 spår, som är fördelade i två plan, med centralhallen i det nedre planet och norra respektive södra hallen i det övre planet. Stationsbyggnaden uppfördes mellan 1892 och 1897.

## Bildgalleri

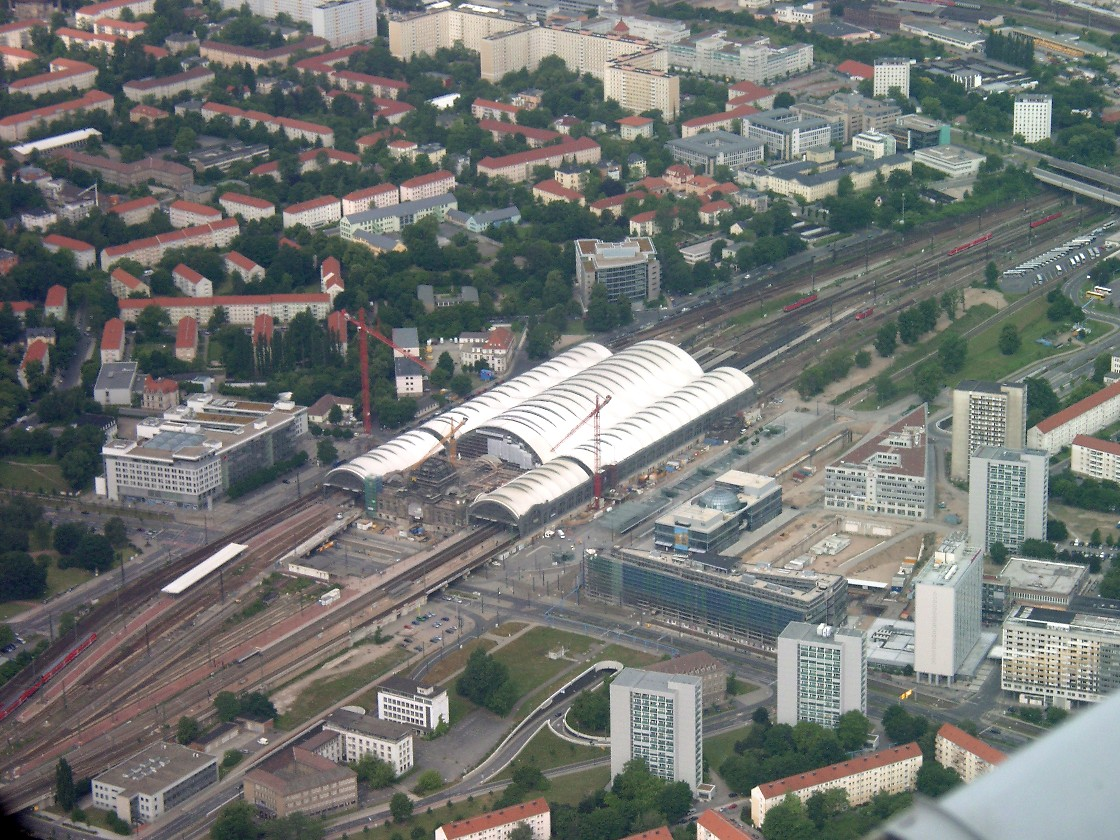
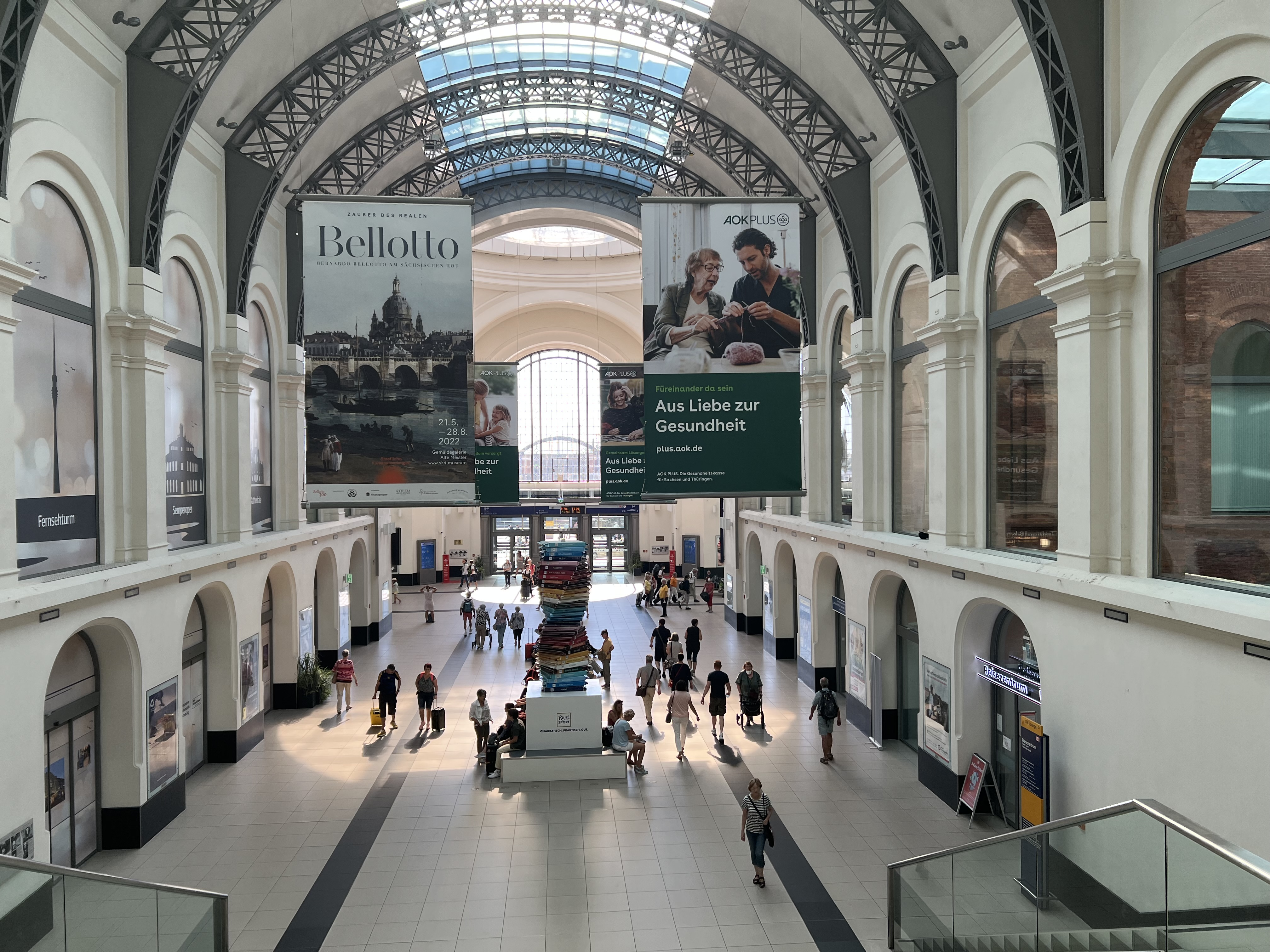
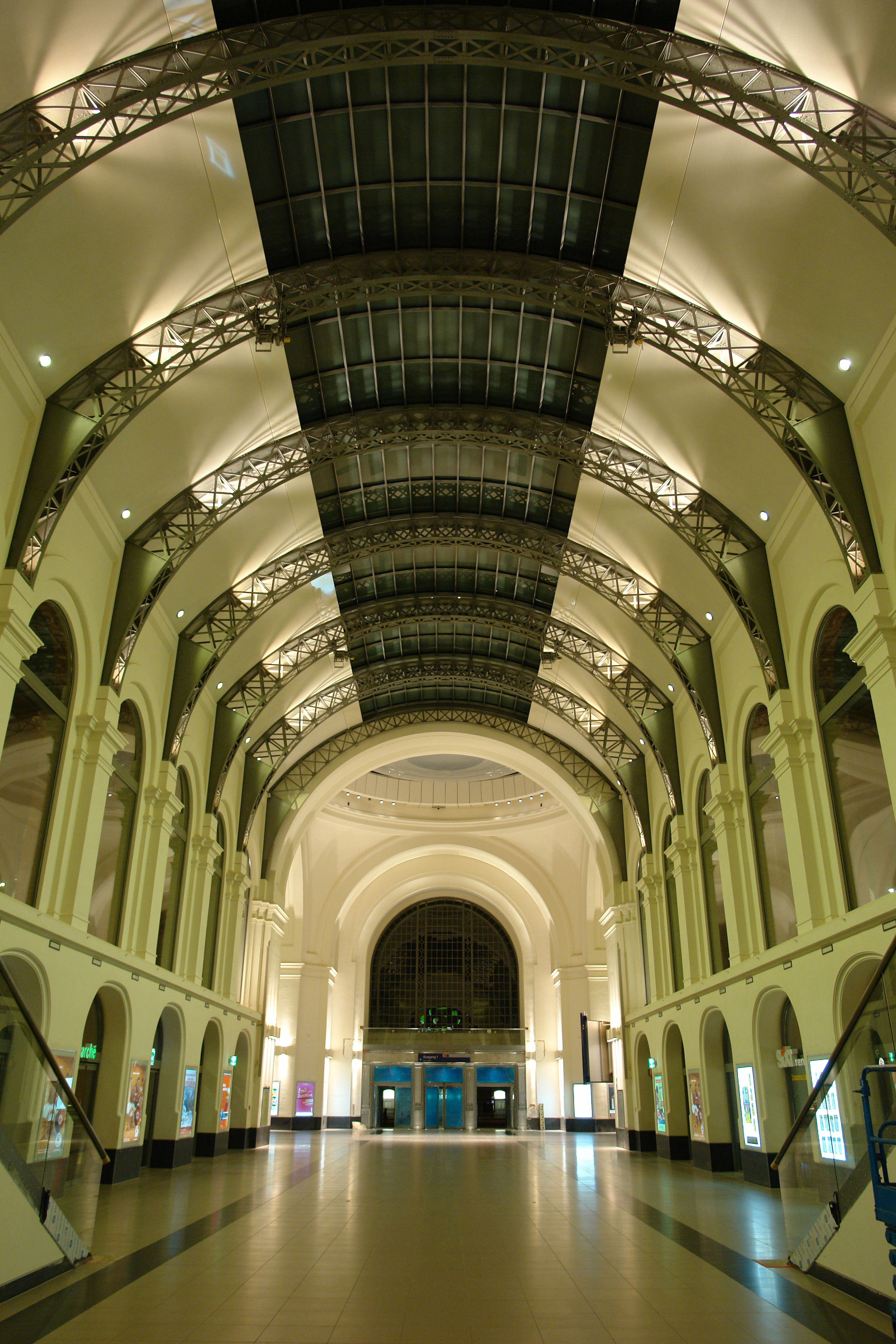
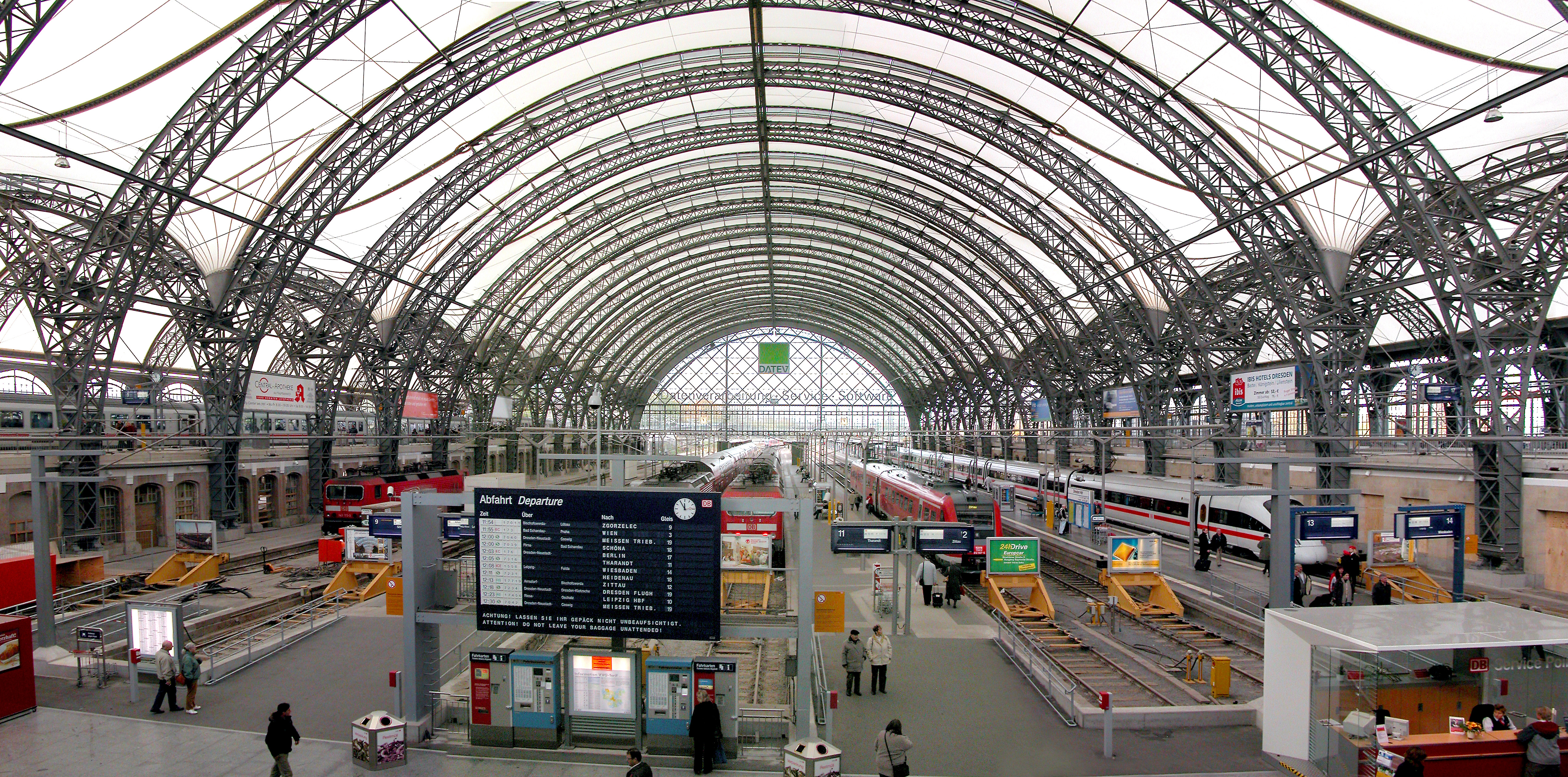
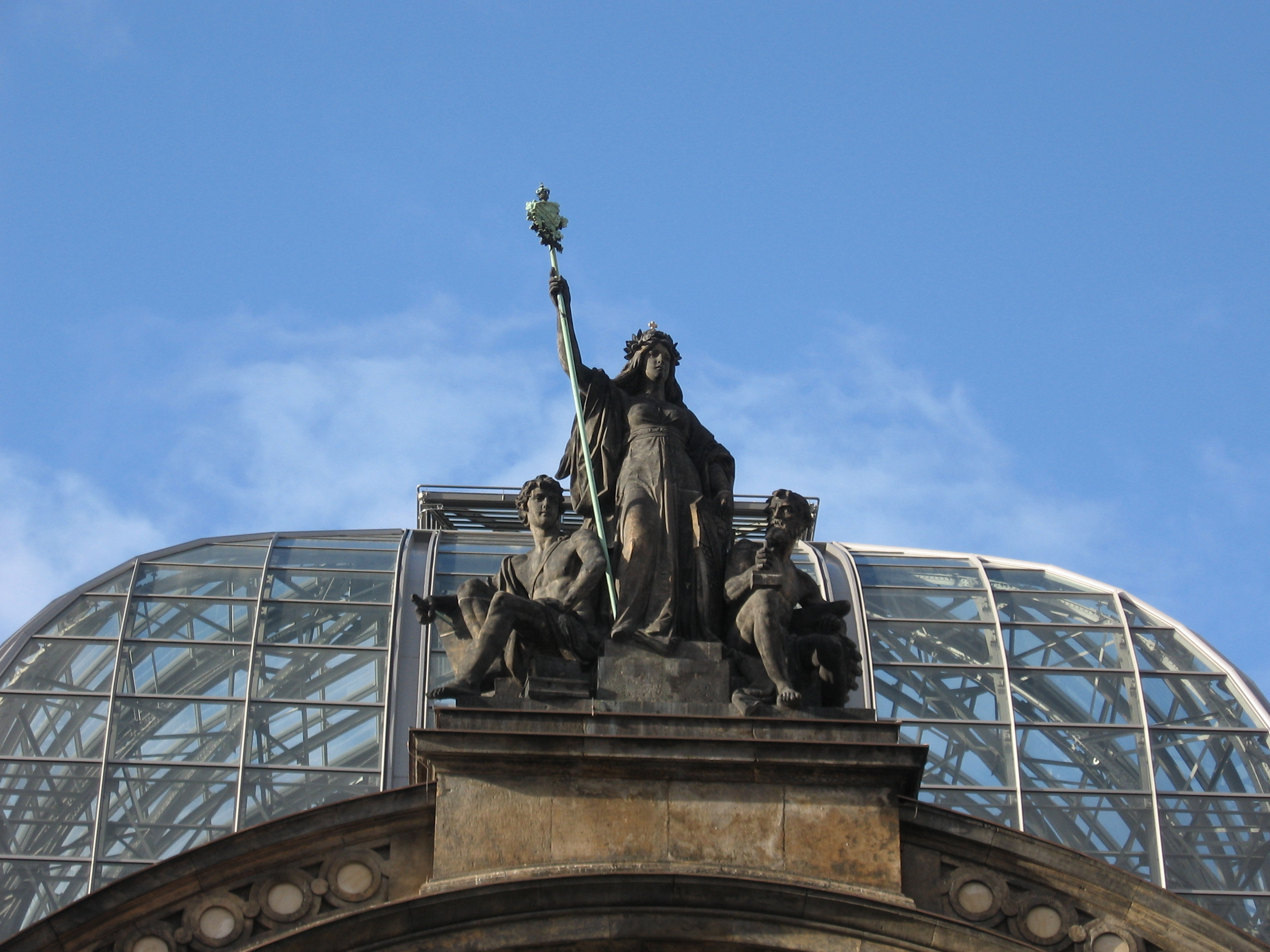
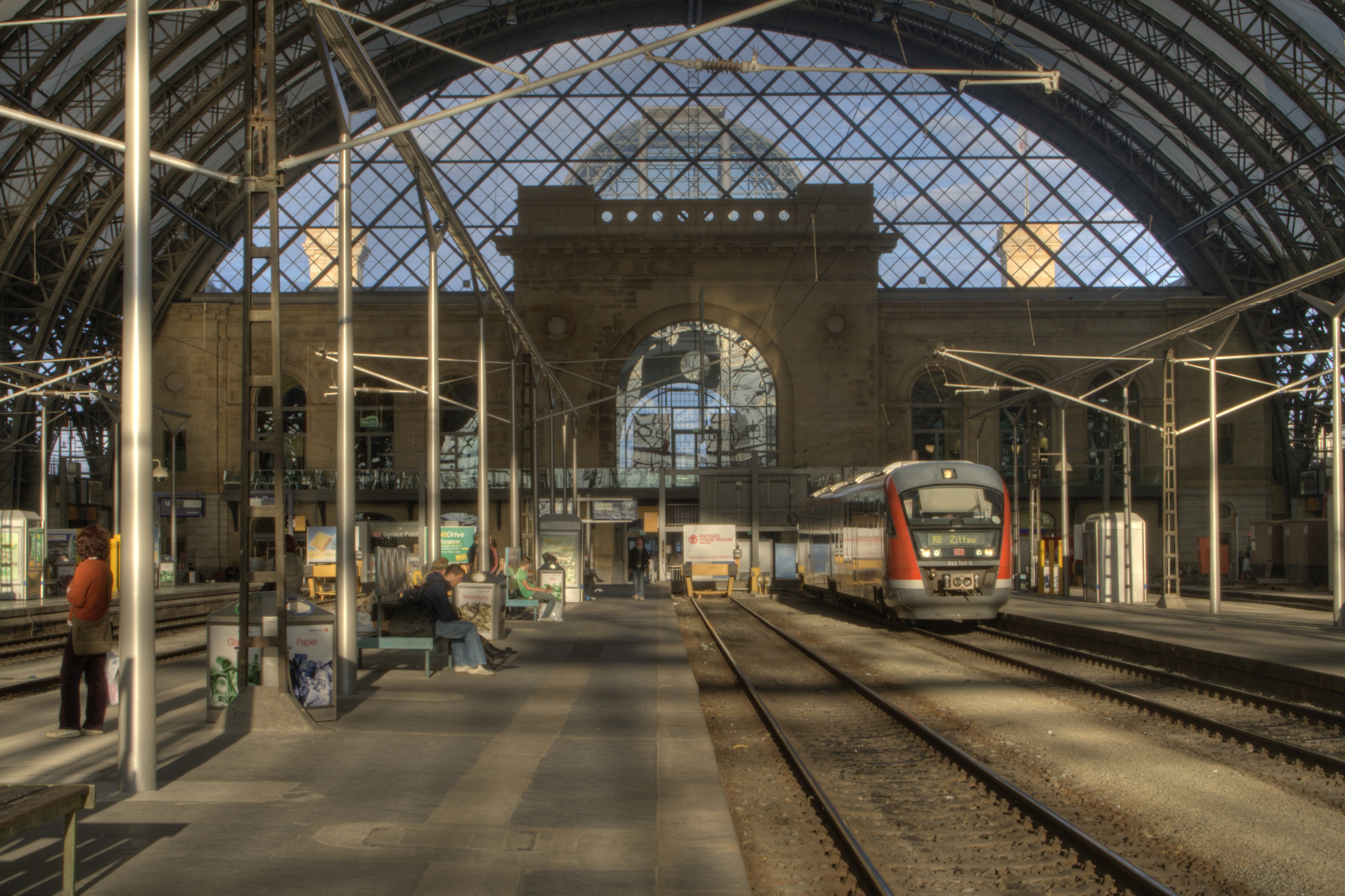